# Gravitas (Asia)
Gravitas è il quattordicesimo album in studio del gruppo rock britannico Asia, pubblicato nel 2014.

## Tracce
1. Valkyrie – 5:25
2. Gravitas – 7:59
3. The Closer I Get To You – 6:38
4. Nyctophobia – 5:11
5. Russian Dolls – 5:05
6. Heaven Help Me Now – 5:38
7. I Would Die For You – 3:11
8. Joe Di Maggio's Glove – 4:30
9. Till We Meet Again – 4:03

## Formazione
- Geoff Downes - tastiere
- Sam Coulson - chitarre
- Carl Palmer - batteria, percussioni
- John Wetton - voce, basso